# Pero nerisaria
Pero nerisaria är en fjärilsart som beskrevs av Walker 1860. Pero nerisaria ingår i släktet Pero och familjen mätare. Inga underarter finns listade i Catalogue of Life.